# Alliance Party of Northern Ireland
Alliance Party of Northern Ireland (dansk: Nordirlands Allianceparti), i daglig sprog kaldet bare Alliance, er et nordirsk liberalt politisk parti. Partiet er unikt i det, at de afviser traditionel sekterisk politik, og holder sig neutralt på spørgsmålet om Nordirland burde være del af Storbritannien eller Republikken Irland.

## Historie
Partiet blev dannet i april 1970 i modsvar til den politiske krise under de første år af The Troubles, hvor at partigrundlæggerne mente, at de etablerede partier var i gang med at ophidse sekteriske splittelser mellem protestanter og katolikker. Partiet var ved sin grundlæggelse erklæret unionistisk, men baserede dette på socioøkonomiske forhold, og ikke på sekteriske overvejelser som andre partier. Partiets debutvalg til Nordirlands lovgivende forsamling var i 1973, hvor de vandt 9,2% af stemmerne, og vandt 8 pladser. Partiet var i resten af 1970'erne og i 80'erne stabile i deres støtte, som lå mellem 7-12%.
Partiet var store støtter af fredsforhandlinger i Nordirland, og støttede indførelsen af Belfastaftalen i 1998. Partiet adopterede i løbet af 1990'erne og starten af 2000'erne en neutralitet på spørgsmålet om unionisme. Tiden omkring Belfastaftalen var paradoksalt dog, den værste periode for partiet, som fik deres værste valgresultater i perioden.
Alliance fik dog en stor sejr ved parlamentsvalget i Storbritannien 2010, hvor at partiet for første gang vandt en plads i det britiske underhus. Partiet så især stor fremgang efter Brexit-afstemningen i 2016, hvorefter partiet blev det ledende anti-Brexit parti i Nordirland. Ved Europaparlamentsvalget i 2019 vandt Alliance for første gang repræsentation i Europa-Parlamentet, da de vandt en af Nordirlands tre pladser. De fik ved parlamentsvalget i Storbritannien 2019 deres bedste valg hertil nogensinde, da de med 16,8% af stemmerne, blev Nordirlands tredje største parti, dog dette var som resultat af det britiske valgkredssystem, kun nok til en enkelt plads i underhuset. Ved valget til Nordirlands lovgivende forsamling 2022 fik partiet 13,5% af stemmerne og vandt 17 mandater, deres bedste resultat nogensinde.

## Ideologi
Partiet blev dannet som moderate, anti-sekteriske unionister, men er som årene er gået blevet en såkaldt tredje position i nordirsk politik, som definere sig som hverken unionistisk eller republikansk. Partiet ønsker at skabe et politisk system i Nordirland, som ikke er bygget på en sekterisk baggrund.
På andre politiske spørgsmål er partiet socialliberalt, og støtter mere progressiv socialpolitik på områder som abort og LGBT-rettigheder. Partiet er også orienteret omkring klimaspørgsmål, og støtter mere grøn politik.

## Valgresultater
| Valg | Stemmer | %     | Pladser |
| ---- | ------- | ----- | ------- |
| 1973 | 66.541  | 9,2%  | 8 / 78  |
| 1975 | 64.657  | 9,8%  | 8 / 78  |
| 1982 | 58.851  | 9,3%  | 10 / 78 |
| 1996 | 49,176  | 6,5%  | 7 / 110 |
| 1998 | 52.636  | 5,6%  | 6 / 108 |
| 2003 | 25.372  | 3,7%  | 6 / 108 |
| 2007 | 36.139  | 5,2%  | 7 / 108 |
| 2011 | 50.875  | 7,7%  | 8 / 108 |
| 2016 | 48.447  | 7,0%  | 8 / 108 |
| 2017 | 72.717  | 9,1%  | 8 / 90  |
| 2022 | 116.681 | 13,5% | 17 / 90 |